# 이란 국영석유공사
이란 국영석유공사(페르시아어: شرکت ملّی نفت ایران) 또는 NIOC(영어: National Iranian Oil Company)는 수도 테헤란에 본사를 둔 이란 석유부 감독 하에 있는 국영 석유 및 가스 회사이다.

## 같이 보기
- 이란의 경제